# Luka-Meleșkivska, Vinnîțea
Luka-Meleșkivska (în ucraineană Лука-Мелешківська) este localitatea de reședință a comunei Luka-Meleșkivska din raionul Vinnîțea, regiunea Vinnița, Ucraina.

## Demografie
Componența lingvistică a localității Luka-Meleșkivska
     Ucraineană (98,69%)
     Rusă (1,25%)
     Alte limbi (0,03%)
Conform recensământului din 2001, majoritatea populației localității Luka-Meleșkivska era vorbitoare de ucraineană (98,69%), existând în minoritate și vorbitori de rusă (1,25%).